# Gajah Mentah
Gajah Mentah is een bestuurslaag in het regentschap Oost-Atjeh van de provincie Atjeh, Indonesië. Gajah Mentah telt 320 inwoners (volkstelling 2010).